# Strandingsmuseum St. George
Strandingsmuseum St. George är ett danskt sjöfartsmuseum i Thorsminde i Västjylland, som specialiserat sig på förlisningar på Jyllands västkust. Museet öppnade 1992 och byggdes om samt utökades 2001 och 2015–2017. 
Museets tema är dramatiska förlisningar vid den jylländska västkusten och befolkningens möten med sjöfolk från hela världen. Museet har ett marinarkeologiskt ansvar för kulturarven under vattenytan längs Jyllands västkust inom ett område som sträcker sig från Limfjorden till Danmarks gräns mot Tyskland samt i inre vatten i den västra delen av Region Mittjylland.
År 2012 slogs Strandingsmuseum St. George samman med Holstebro Museum och Frilandsmuseet Hjerl Hede till De Kulturhistoriske Museer i Holstebro Kommune.
Kärnan i museets utställningar är berättelsen om världshistoriens största förlisningar, som skedde på morgonen den 24 december 1811, då de två brittiska örlogsmännen HMS St. George och HMS Defence förliste på det yttersta revet, 600-800 meter ut från Thorsminde. Nästan 1 400 människor omkom och bara 18 överlevde.
Vraket av HMS St. George återupptäcktes av sportdykare 1971. Med dykaren och affärsmannen Gert Normann Andersen i Holstebro som eldsjäl gjordes det på 1980-talet ett antal marinarkeologiska undersökningar. Därvid bärgades tusentals föremål. Detta ledde till planer på ett lokalt museum, vilket invigdes 1992.
Åren 1996 och 1997 gjordes nya utgrävningar av vraket. När Nysted Havmøllepark anlades 2003 på Rødsand söder om Gedser gjordes också ett anmärkningsvärt fynd, då dykare upptäckte det tolv meter höga roder, som HMS St. George hade tappat i en storm 1811, och som indirekt hade orsakat förlisningen vid Thorsminde. Det roderlösa skeppet försökte med nödrigg och nödroder nå sin hemmahamn från Rødsand, men pressades av stormen in mot den västjylländska kusten.
År 2011 fick museet ta hand om St. Georges skeppsklocka, som sedan 1876 hade tjänstgjort som kyrkklocka i No Kirke.
Museet byggdes ut på 2010-talet och återinvigdes 2017.

## Historik
Strandingsmuseum St. George tillkom i samband med att Nationalmuseet i samarbete med lokala dykare 1983-1986 företog den dittills största marinarkeologiska utgrävningen i Danmark av det brittiska linjeskeppet HMS St. George, vilket tillsammans med HMS Defence förliste utanför Thorsminde den 24 december 1811. 
Ulfborg-Vembs kommun påbörjade 1985 ett arbete för att få till en permanent utställning i Thorsminde om förlisningar, där det uppseendeväckande fyndet från vraket av HMS St. George skulle vara huvudattraktionen. Nationalmuseets villkor för att avstå från föremålen var att de, tillsammans med ansvaret för kommande marinarkeologiska undersökningar, övertogs av ett existerande "statsanerkendt museum". 
Vid nya utgrävningar 1996-1997 bärgades en del större och tyngre föremål, för vilka det inte fanns plats i de befintliga byggnaderna.